# Scotimyza fuscipennis
Scotimyza fuscipennis är en tvåvingeart som beskrevs av Macquart 1835. Scotimyza fuscipennis ingår i släktet Scotimyza och familjen vattenflugor.
Artens utbredningsområde är Belgien. Inga underarter finns listade i Catalogue of Life.